# Barry Crane
Barry Crane (Cohen) (ur. 10 listopada 1927, Detroit;  zm. 5 lipca 1985, Los Angeles) – amerykański brydżysta, World Life Master (WBF).
Barry Crane w roku 1985 został uhonorowany przez IBPA jako Osobowość Roku.

## Wyniki brydżowe

### Zawody światowe
W światowych zawodach zdobył następujące lokaty:
| Mistrzostwa Świata. Konkurencja par | Mistrzostwa Świata. Konkurencja par | Mistrzostwa Świata. Konkurencja par | Mistrzostwa Świata. Konkurencja par | Mistrzostwa Świata. Konkurencja par | Mistrzostwa Świata. Konkurencja par |
| Rok                                 | Miejsce                             | Zawody                              | Kategoria                           | Partner                             | Pozycja                             |
| ----------------------------------- | ----------------------------------- | ----------------------------------- | ----------------------------------- | ----------------------------------- | ----------------------------------- |
| 1978                                | Nowy Orlean                         | 5. Mistrzostwa Świata               | Miksty                              | Kerri Shuman                        | 1                                   |

## Klasyfikacja
- Barry Crane – klasyfikacja WBF (ang.)